# Scopula mus
Scopula mus är en fjärilsart som beskrevs av Rudolf Pinker 1968. Scopula mus ingår i släktet Scopula och familjen mätare. Inga underarter finns listade.